# Guadalinex
Guadalinex és un sistema operatiu del tipus CD autònom basat en Debian GNU/Linux creat per la Junta d'Andalusia.
El 2018 la Junta d'Andalusia discontinua Guadalinex, per la qual cosa la desena versió, basada en Ubuntu 16.04 LTS i LinuxMint 18, mai no arribarà a veure la llum.

## Característiques principals
- Els seus continguts estan totalment en castellà.
- Inclou tot el necessari per a disposar d'un sistema realment usable: paquet ofimàtic, navegador web, client de correu electrònic, reproductors multimèdia (suport per a còdecs multimedia propietaris incluits), jocs, editor de disseny gràfic, aplicacions per a desenvolupament, etc.
- Tot el programari mencionat ve inclòs en un únic CD d'instal·lació, a través del qual pot provar-se la distribució deixant intactes les dades que hi hagi als discs durs gràcies a la versió liveCD, la qual també permet la seva instal·lació a l'ordinador, ja sigui com sistema operatiu únic o convivint amb altres.
- Disposa de CDs complementaris a través dels quals és possible instal·lar programes addicionals al sistema, encara que també existeixen repositoris des dels que es pot obtenir la totalitat del programari disponible per a la distro.
- Compta amb el suport de la Junta d'Andalusia i amb una important comunitat d'usuaris als foros oficials de Guadalinex Arxivat 2009-01-29 a Wayback Machine..
- És totalment compatible amb els paquets dels repositoris de la distribució base.
- Disposa de suport addicional per a maquinari (addicionalment al que necesiten els seus usuaris), el qual Ubuntu no inclou per omissió degut a la seva filosofia.
- A nivell educatiu, la variant educativa de Guadalinex, Guadalinex Edu, ha estat substituïda per EducaAndOS.

## Familia Guadalinex
Existeixen diversos «gustos» de Guadalinex, segons a quin públic estigui orientada:
- Guadalinex Base: de propòsit general, es publica un cop a l'any.
- Guadalinex BIB: per a Biblioteques (en desenvolupament).
- Guadalinex CDM: per als Centres de Dia de Majors.
- Guadalinex EDU: per als centres educatius, mantinguda pel CGA (Centre de Gestió Avançat).
- Guadalinex Guadalinfo: per als centres Guadalinfo.
- Guadalinex Mini: per a ordinadors antics, porta IceWM com a gestor de finestres.
- Guadalinex UCA: per a la universitat de Càdiç.
- Guadalinex US: per a la universitat de Sevilla.
- GECOS (Guadalinex Edición Corporativa eStándar): per a l'Administració Pública de la Junta d'Andalusia, desenvolupat per la «Consejería de Hacienda y Administración Pública» de la Junta d'Andalusia amb la col·laboració de les empreses Emergya i Yaco.[1] Llançament de la primera versió estable a finals de 2011.[2]
- Guadalinex ZA: per a les Zones d'Autogestiò del Servei Andalús de Treball.

## Mascotes
| Nom        | Andatuz         | Flamenco  | Toro      | Lobo      | Búho      | Lince     | Camaleón  | Quebrantahuesos |
| Imatge     |                 | Flamenco  | Toro      | Lobo      | Búho      |           | Camaleón  | Quebrantahuesos |
| Comentaris | Mascota oficial | Versió V3 | Versió V4 | Versió V5 | Versió V6 | Versió V7 | Versió V8 | Versió V9       |

L'elecció de la mascota que representa a cada versió es realitza per mitjà d'una enquesta.

Tots els animals representats a l'enquesta, es troben en les diferents províncies d'andalucia.

## Suplements
Els suplements són CDs complementaris per a Guadalinex Base. Existeixen diversos:
- KDE-Guadalinex: suplement que instal·la l'entorn d'escriptori KDE (personalitzat per l'equip de KDE-Guadalinex) a Guadalinex Base.[3]

A les versions 2004 i V3, es va publicar un suplement educatiu i un altre de jocs.
- Suplement Educativo: conjunt d'aplicacions seleccionades per la Conselleria d'Educació per la seva utilització en centres escolars i per la utilització domèstica.
- Suplement de Jocs: conjunt de jocs de totes les classes. Des dels més clàssics fins als més nous en estrategia i simulació.

A la versió V4, el suplement va passar a un format DVD per la quantitat de paquets disponibles i el seu contingut quedava dividit en quatre.

- Educatiu: amb programes de matemàtiques, astronomia, geografia, electrònica, etc.
- Jocs: de tots els tipus i per a tots els públics.
- Desenvolupament: eines per a muntar un servidor web, escriure programes per l'escriptori...
- Miscelànea: una selecció de programes interessants, planificació de tasques, edició de video, audio, etc.

## Requisits de maquinari

### Guadalinex Base
| Requisits | CPU     | RAM    | HD   | GPU                      |
| --------- | ------- | ------ | ---- | ------------------------ |
| Mínims    | 200 MHz | 192 MB | 3 GB | SVGA                     |
| Recomanem | 1 GHz   | 512 MB | 5 GB | 3D compatible amb OpenGL |

### Guadalinex Mini
| Requisits | CPU     | RAM   | HD   | GPU  |
| --------- | ------- | ----- | ---- | ---- |
| Mínims    | 100 MHz | 32 MB | 1 GB | SVGA |

## Llançaments

### Guadalinex Base
| Versió                                                                                                  | Revisió                                      | Mascota         | Data de llançament     | Distribució base               | Novetats |
| --- | -------------------------------------------- | --------------- | ---------------------- | ------------------------------ | --- |
| 1.0 | 1.0 Arxivat 2008-06-05 a Wayback Machine.    | Lirón           | 23 de febrer de 2004   | Debian Unstable (Sid)          | - Primer llançament. - Kernel 2.4.23 - Suport per a connexions a internet amb ADSL, mòdem i cable. - Servei d'enviament de cds. |
| 2004 | 2004 Arxivat 2008-06-05 a Wayback Machine.   | Muflón          | 7 d'octubre de 2004    | Debian Testing (Sarge)         | - Gnome 2.6 - Open Office 1.1.2 - Programes per a edició i retoc d'imatges i gràfics. - Eïnes de connexió a Internet. - Visors i reproductors multimedia dels formats més populars. |
| 2004 | 2004r1 Arxivat 2008-06-05 a Wayback Machine. | Muflón          | 1 de juliol de 2005    | Debian Stable (Sarge)          | - Noves versions de Firefox i Evolution. - Còpia de Guadapedia amb totes les receptes. |
| V3 | V3.0 Arxivat 2007-12-20 a Wayback Machine.   | Flamenco        | 8 de febrer de 2006    | Ubuntu 5.10 (Breezy Badger)    | - Instal·lador millorat amb procediments automatitzats. - Versió Live Cd i versió instal·lador. - Detecció de dispositius connectables amb calent molt millorada gràcias a Hermes. - Kernel 2.6.12 - Gnome 2.6.12 |
| V3 | V3.0.1 Arxivat 2008-06-05 a Wayback Machine. | Flamenco        | 4 d'agost de 2006      | Ubuntu 5.10 (Breezy Badger)    | - Millorat el particionador. |
| V4 | V4.0 Arxivat 2007-09-19 a Wayback Machine.   | Toro            | 13 d'abril de 2007     | Ubuntu 6.10 (Edgy Eft)         | - Revisions en la documentació i el manual d'usuari. - Correccions al sistema de particions. - Controladors per a mòdems Globalcom. - Suport per a enllaços ed2k a Firefox. - Guadalinex Recovery Utility, per a recuperar el menú d'inici, si un altre sistema l'elimina. |
| V4 | V4.1 Arxivat 2007-11-25 a Wayback Machine.   | Toro            | 23 de novembre de 2007 | Ubuntu 6.10 (Edgy Eft)         | - Compatibilitat amb més maquinari. - OpenOffice2.2 - Assistents connectivitat 3G Vodafone i Movistar. - Accesibilitat millorada per a persones amb discapacitat visual gràcies a Orca (2.19.4) i a les noves veus (masculina i femenina) en castellà per a Festival. - Compatibilitat amb NTFS (driver NTFS-3G). |
| V4 | V4.2 Arxivat 2008-08-02 a Wayback Machine.   | Toro            | 18 de juliol de 2008   | Ubuntu 6.10 (Edgy Eft)         | - Kernel 2.6.20-15 |
| V5 | V5 Arxivat 2008-12-27 a Wayback Machine.     | Lobo            | 11 de novembre de 2008 | Ubuntu 8.04 LTS (Hardy Heron)  | - Millores d'accesibilitat per a la gent amb discapacitat visual. - Instal·lador Guadalinex USB. - Compiz Fusion per defecte. - Mozilla Firefox 3 per defecte. |
| V6 | V6 Arxivat 2009-06-25 a Wayback Machine.     | Búho            | 22 de juny de 2009     | Ubuntu 9.04 (Jaunty Jackalope) | - Kernel 2.6.28-11. - Gnome 2.26.1. - OpenOffice.org 3.0. - Editor professional d'imatges Gimp (2.6) i editor senzill d'imatges Gnupaint. - Gestor de fotografies F-spot. - Programa d'escaneig d'imatges X-sane - Editor de so Audacity. - Sound-Juicer s'ha substituït per Rhymthbox per a l'extracció de CDs d'àudio. - Serpentine s'ha canviat per Brasero, per a crear CDs d'àudio. - Editor de vídeo Avidemus. - Wine, com a emulador per a executar aplicacions de Windows. - Compartició de carpetes des del menú Sistema→Administració→Carpetes compartides. - Nou manual d'usuari Arxivat 2016-03-03 a Wayback Machine. - Backintime per a còpies de seguretat. - Comparador de fitxers de text. - Gestor de notes (Tomboy). - Càlcul d'integritat d'imatges ISO amb la suma MD5 de forma gràfica. - Entorn mínim de compilació (GCC, make…) i capçaleres del kernel. - Suport per a enregistrar discs de vídeo (DVDs, VCDs, SVCDs). - L'assistent de migració Amigu ara permet importar dades des de Windows Vista. - El generador d'USB de Guadalinex s'ha substituït pel d'Ubuntu Jaunty. |
| V7 | V7 Arxivat 2010-09-19 a Wayback Machine.     | Lince           | 6 de juliol de 2010    | Ubuntu 10.04 (Lucid Lynx)      | - Kernel 2.6.32-22. - OpenOffice.org 3.2. - Nanny: control parental per als més petits - Hermes: notificador de canvis de maquinari. - Mount-systray: mini-aplicació per a desmuntar dispositius externs. - Guadalinex e-admin: eines per a tràmits a e-administración. - Pre-instal·lació per a lectors de DNIe. - Grubaker2: editor gràfic per a l'arranc. - Gru: recuperació del menú d'arranc. - GenteGuada: joc en xarxa de Guadalinex. - Compartició de carpetes des del menú del Sistema→Administració→Carpetes compartides. - Perfils d'accessibilitat. - Manual d'usuari actualitzat Arxivat 2011-09-18 a Wayback Machine.. - Guadalinex first start: recorregut narrat per l'escriptori de Guadalinex. - Visualització de les particions en la instal·lació. - Veus en espanyol. - Còdecs d'àudio/vídeo. - Wine: per a aplicacions win32 - Llista completa de millores i novetats Arxivat 2010-07-08 a Wayback Machine. |
| V8 | V8 Arxivat 2012-03-16 a Wayback Machine.     | Camaleón        | 13 de març de 2012     | Ubuntu 11.10 (Oneiric Ocelot)  | - Kernel 3.0. - Gnome 3.2. - Firefox 10. - Libreoffice 3.5. - Drivers DNIe. Arxivat 2013-05-05 a Wayback Machine. - Gnome-Shell. |
| V9 | V9 Arxivat 2014-03-24 a Wayback Machine.     | Quebrantahuesos | 21 de novembre de 2014 | Ubuntu 14.04 (Trusty Tahr)     | - 64 bits - Basada amb Linux Mint LTS - Entorn Cinnamon |
| Llegenda:Versió antigaVersió antiga, amb suportDarrera versióDarrera versió preliminarProper llançament |                                              |                 |                        |                                | |

### Guadalinex Mini
| Versió                                                                                                  | Data de llançament     | Distribució base              |
| --- | ---------------------- | ----------------------------- |
| 2004 | 4 d'agost de 2005      | Debian Stable (Sarge)         |
| V3 | 16 de gener de 2007    | Ubuntu 5.10 (Breezy Badger)   |
| V4.2RC1                                                                                                 | 19 de maig de 2008     | Ubuntu 6.10 (Edgy Eft)        |
| V5 | 29 de setembre de 2009 | Ubuntu 8.04 LTS (Hardy Heron) |
| Llegenda:Versió antigaVersió antiga, amb suportDarrera versióDarrera versió preliminarProper llançament |                        |                               |